# Acequia Real de la Ciudad de México

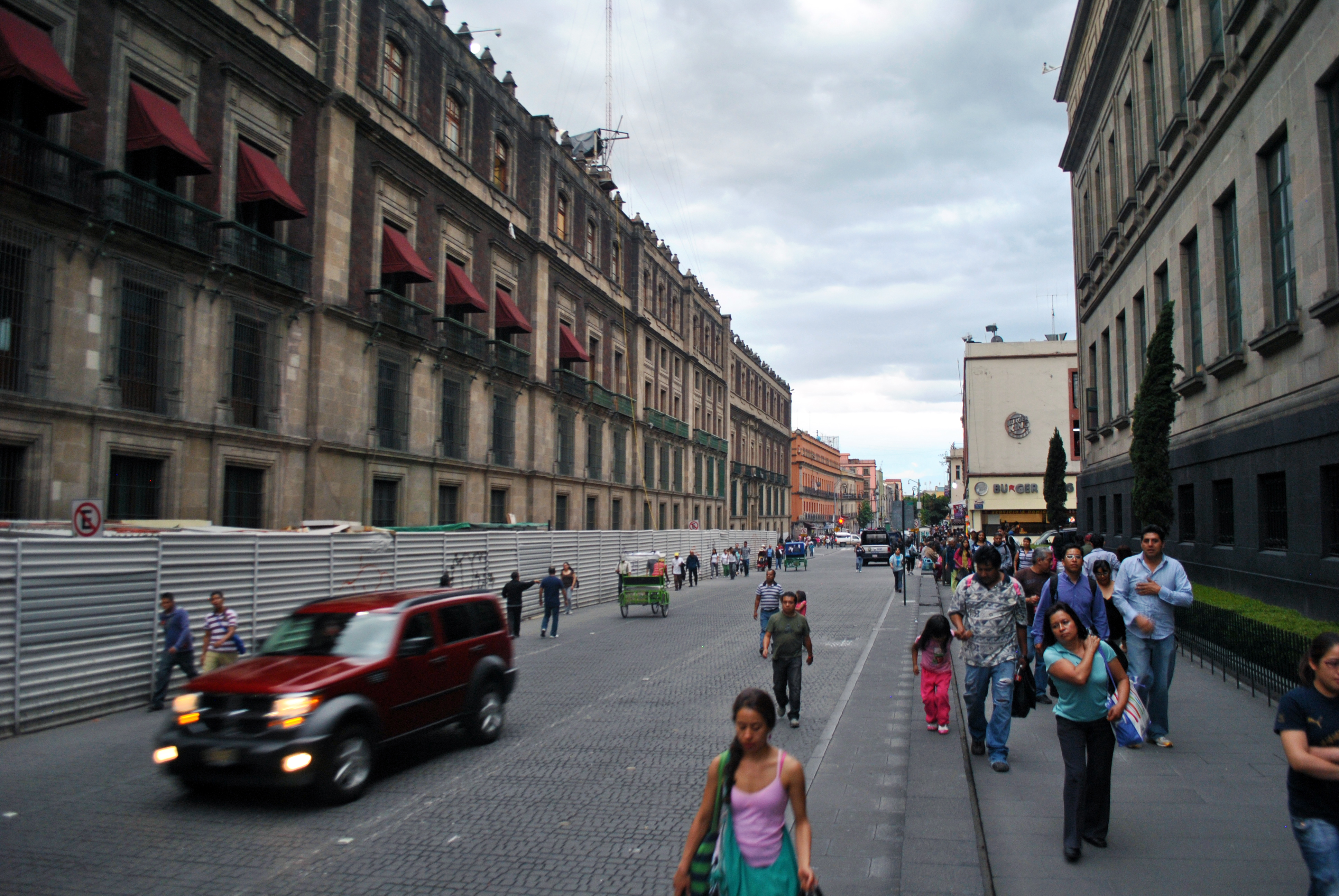
Calle Corregidora en la actualidad, por donde circulaba la acequia.

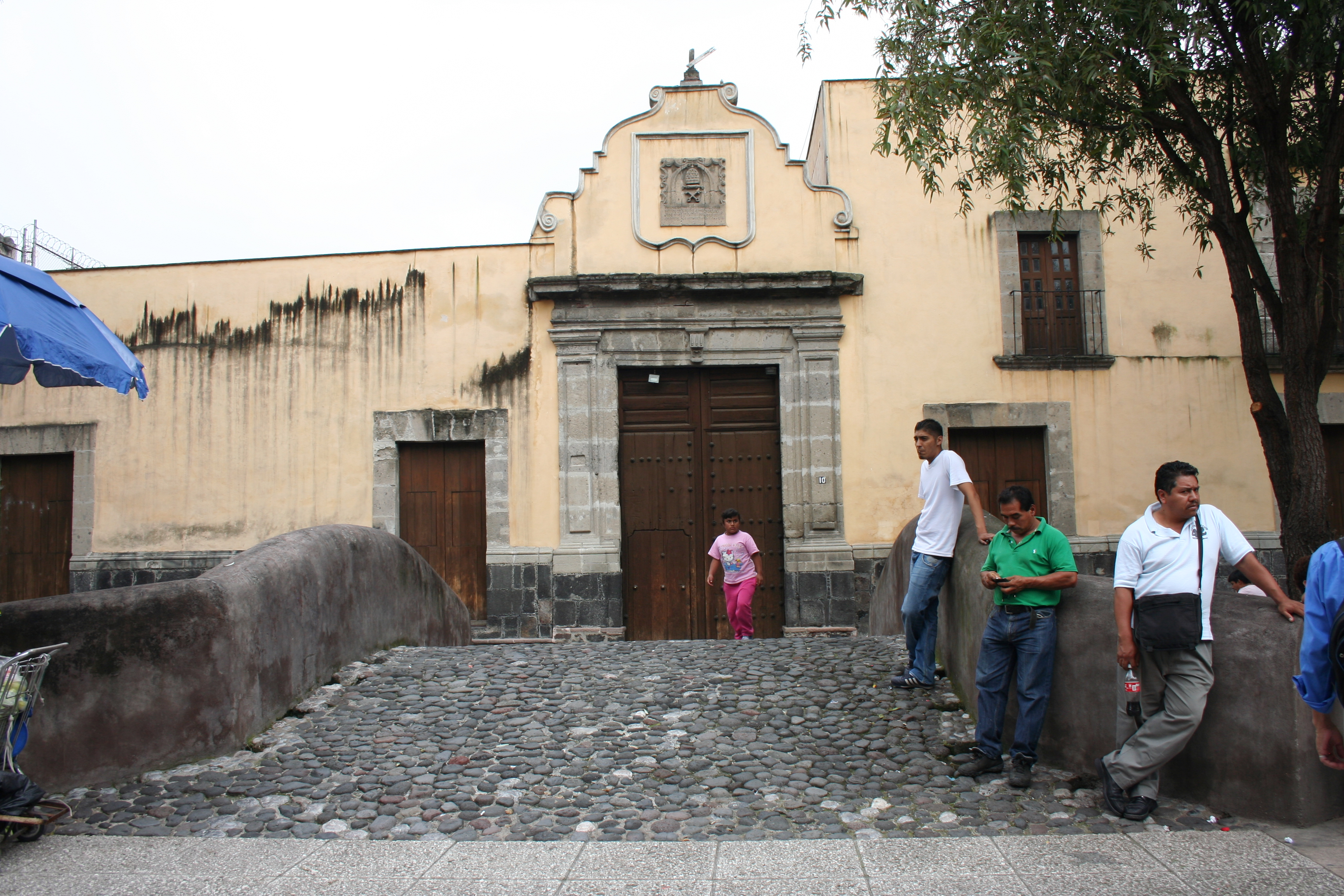
Puente reconstruido que cruzaba la acequia en la calle Alhóndiga, cerca del embarcadero de Roldán, barrio de la Merced.

La Acequia Real de la Ciudad de México fue un canal de agua que subsistió desde la época mexica hasta la novohispana como un canal abierto y en algunos tramos navegable. Iba desde la zona de La Merced, pasando por la Calle Corregidora, la Alhóndiga de la ciudad y hasta la extinta Plaza del Volador, hoy sede de la Suprema Corte de Justicia de la Nación. Por ella arribaban hasta el centro de la urbe las canoas cargadas de víveres provenientes de Xochimilco y Chalco a través del Canal de La Viga.

## Historia
México-Tenochtitlan, la capital mexica, contaba con dos tipos de vialidades internas: las firmes hechas por tierra compactada a modo de banquetas, y canales por los cuales podía navegar con facilidad una canoa. Dichos canales eran de diverso grosor, y uno de los más importantes era el que seguía el trazo de la actual calle Corregidora, atravesaba los barrios indígenas de Huitzillan y Cuauhquiyahuac y llegaba hasta la Plaza de la Constitución en la época mexica.
La Acequia Real permitía la navegación de canoas que arribaban hasta la Alhóndiga, sitio comercial en el que se almacenaban mercancías.
En modificaciones subsecuentes, la acequia fue respetada y usada hasta las modificaciones hechas por el virrey Conde de Revillagigedo, quien ordenó cubrirla con lozas de piedra.

## Reconstrucción
En los años ochenta, luego de una excavación en la que se revelaron los arranques de la acequia antigua y parte de los puentes de piedra que la cruzaban, fue reconstruida parte de la acequia desde Pino Suárez hasta la calle de Roldán. Dicha reconstrucción fue eliminada en 2004.

## Galería

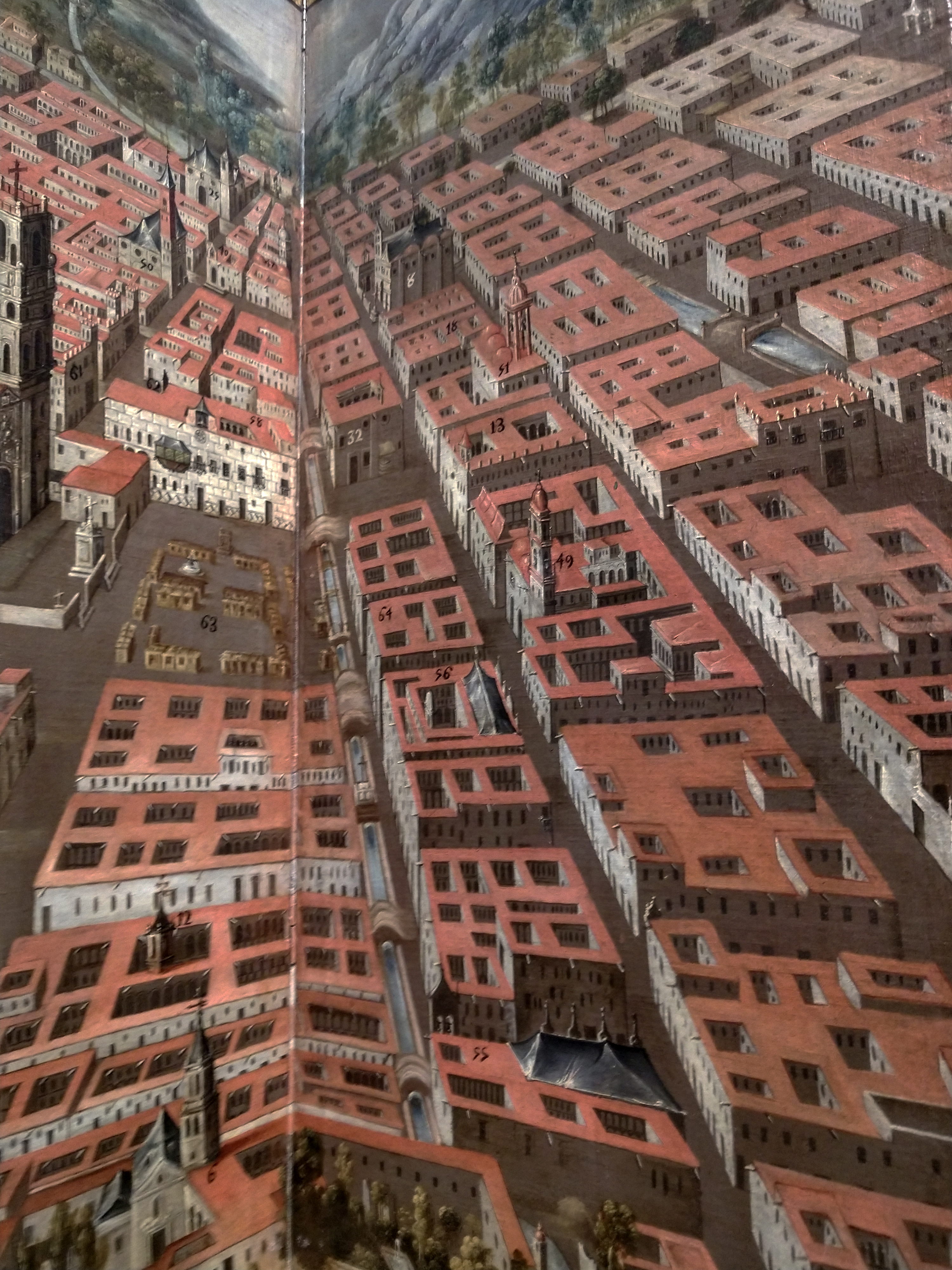
Vista de la acequia en un biombo de mediados del siglo XVII.
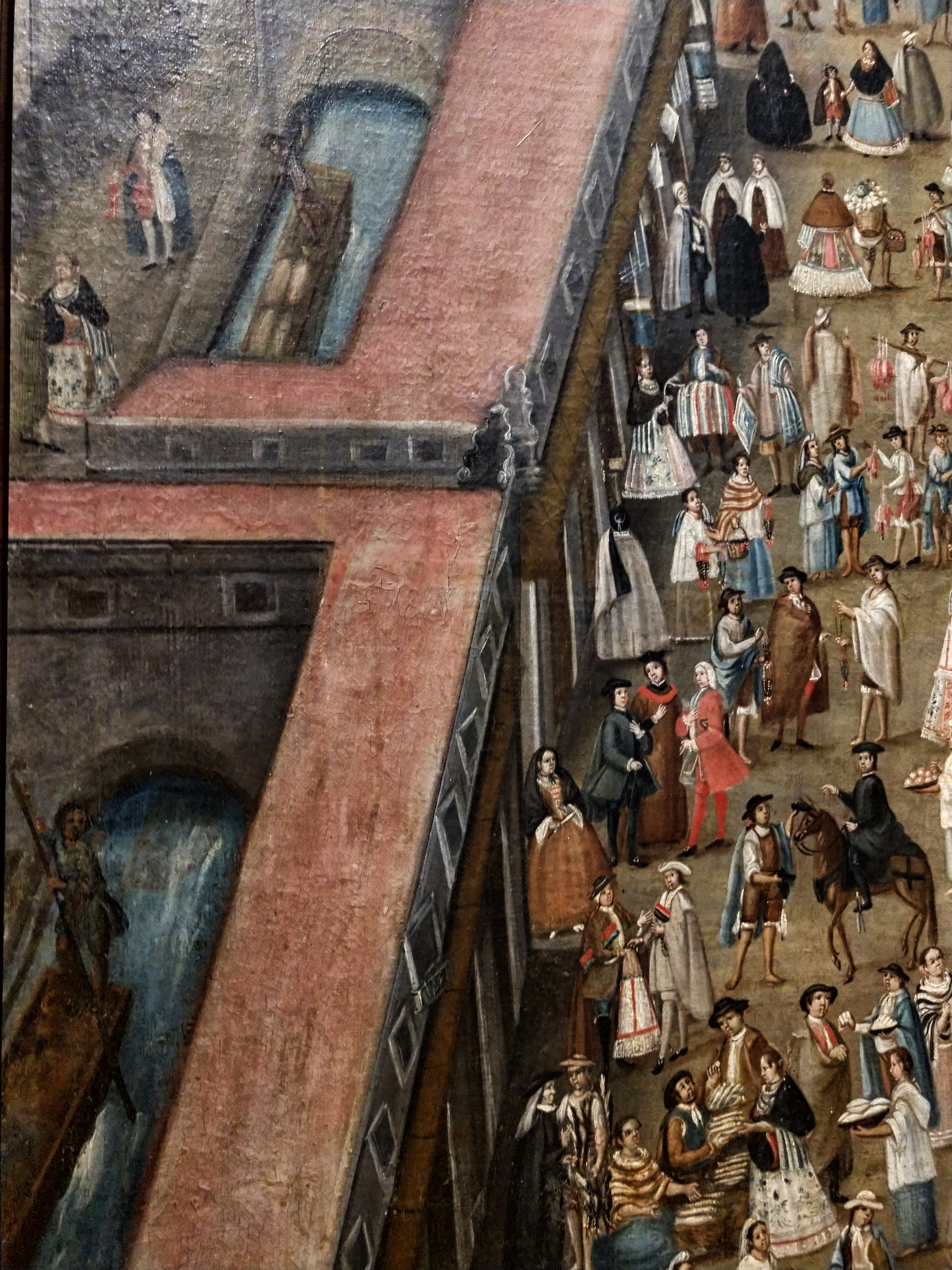
Acequia en la actual Plaza de la Constitución Plaza Mayor de la Ciudad de México por Diego García Conde, 1765.
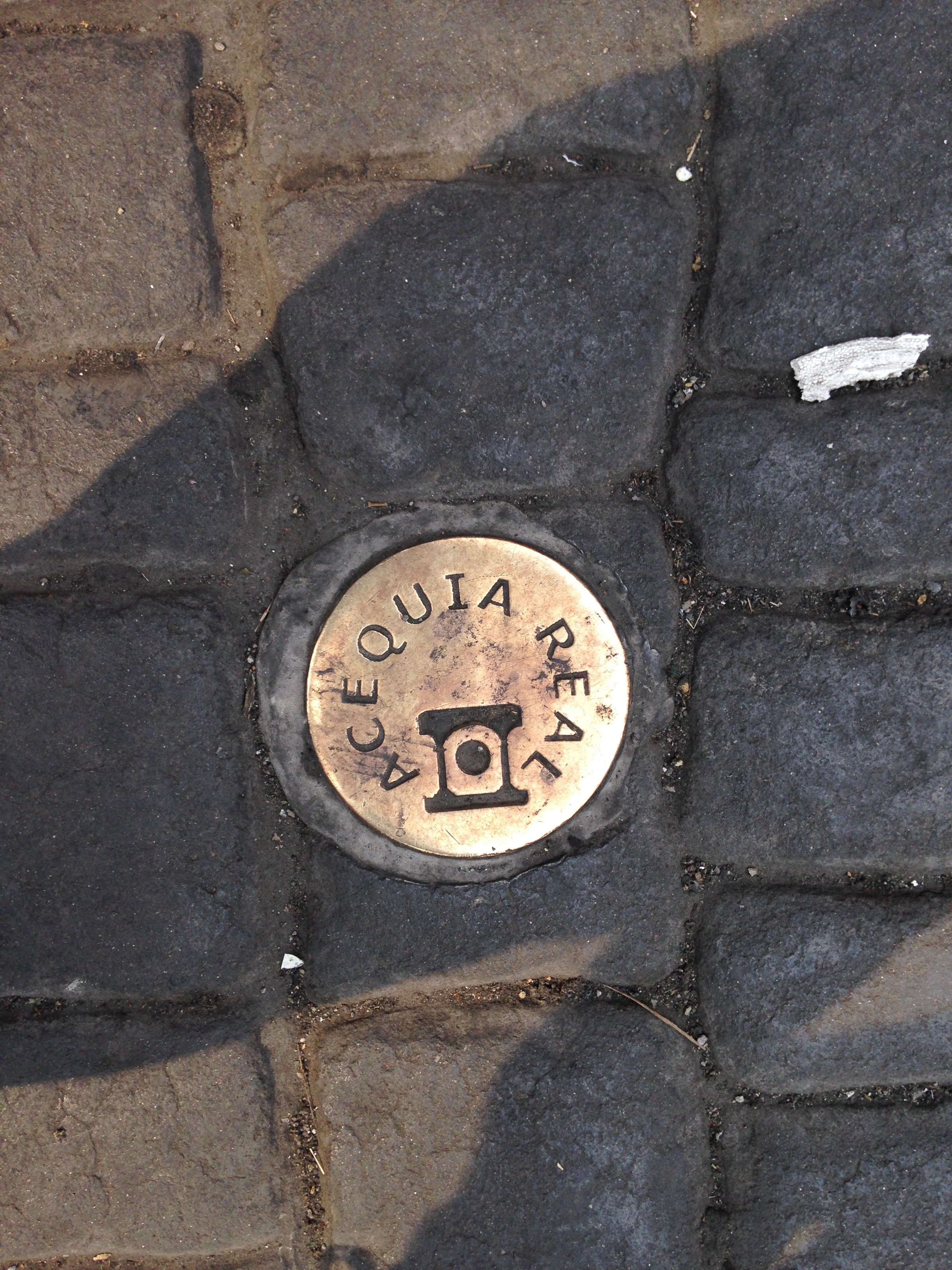
Placa de cobre en el suelo indicando el trazo original de la acequia.